# Mira Elisa Goeres
Mira Elisa Goeres (* 22. Juni 1992 in Berlin) ist eine deutsche Schauspielerin.

## Leben
Mira Elisa Goeres ist die Tochter der Gesangspädagogin und Sprecherzieherin Annette Goeres. Ihr älterer Bruder ist der Schauspieler und Stuntman Martin Goeres, der u. a. Gregor Holstein, den Sohn der Schuldirektorin Marlene Holstein, in der Fernsehserie Familie Dr. Kleist und die Rolle von Siegfried Gladen in Dennis Gansels Film Napola – Elite für den Führer  spielte. 
Ihre erste Rolle spielte Mira Elisa Goeres in der Sat.1-Komödie Mein Schüler, seine Mutter & ich (2008). 2009 übernahm sie in dem Film Songs of Love and Hate von Katalin Gödrös die Rolle der Ronny; der Film lief unter anderem 2010 auf dem Locarno International Film Festival. Die Rolle, die sie nach einem aus mehreren Runden bestehenden Casting erhalten hatte, bestärkte ihren Wunsch, Schauspielerin zu werden.
Nach dem Abitur begann sie 2011 ein Schauspielstudium an der Filmuniversität Babelsberg Konrad Wolf in Potsdam, welches sie 2015 abschloss. Zu ihren Lehrern dort gehörte auch der Regisseur Bodo Fürneisen. Während des Studiums wirkte sie in einigen Kurzfilmen mit. 2013 trat sie am Hans Otto Theater in Potsdam in Kaspar von Peter Handke auf; die Inszenierung erhielt 2014 den Ensemblepreis beim 25. Theatertreffen deutschsprachiger Schauspielstudierender. 
Von der Spielzeit 2017/18 bis 2019 war Mira Goeres festes Ensemblemitglied am Meininger Staatstheater.
Im letzten Semester ihres Schauspielstudiums übernahm sie im Juni 2015 die Hauptrolle der Elise in dem Märchenfilm Der Prinz im Bärenfell, der in der ARD-Filmreihe Sechs auf einen Streich produziert wurde.
In den nächsten Jahren folgten mehrere Rollen in TV-Serien. In der 2. Staffel der Fernsehserie In aller Freundschaft – Die jungen Ärzte (Erstausstrahlung: Juni 2016) war Goeres in ihrer ersten Episodenhauptrolle zu sehen; sie spielte die Fashionbloggerin Lisa Becker, die mit einem Vorhofflimmern ins Krankenhaus kommt. In der ZDF-Serie SOKO Wismar (Erstausstrahlung: November 2016) spielte sie Jessy Dietz, die Verkäuferin einer Wismarer Mode-Boutique. Im November 2017 war sie in der ZDF-Serie SOKO Leipzig erneut in einer Episodenhauptrolle als Davina Lambert, die Fahrlehrerin des Mordopfers, zu sehen. In der 17. Staffel (Erstausstrahlung ab September 2018) der ZDF-Serie SOKO Köln hatte sie eine weitere Episodenhauptrolle als Jurastudentin Jule Riemann, die Freundin des Mordopfers, die schließlich den Mord gesteht. In der 8. Staffel der ARD-Familienserie Familie Dr. Kleist (2018) spielte sie, an der Seite von Jutta Fastian, eine weitere Episodenhauptrolle als junge Patientin Sandra Witthoff, die Angst hat, an Brustkrebs erkrankt zu sein. In der 6. Staffel der TV-Serie Morden im Norden (Erstausstrahlung: Oktober 2019) übernahm sie eine der Episodenrollen als Freundin eines in der JVA Lübeck ermordeten Häftlings. In der 16. Staffel der ZDF-Serie Der Staatsanwalt (2021) war sie in einer Episodenrolle als tatverdächtige Stilberaterin Nadine Speer zu sehen. In der 12. Staffel der ZDF-Serie SOKO Stuttgart (2021) spielte sie in einer Episodenrolle die tatverdächtige Bloggerin und Öko-Influencerin Christine Mai.
Goeres betrieb Jiu Jitsu und Kickboxen als Sportarten; zu ihren Hobbys gehört das Lesen von Biografien. Sie lebt in Berlin.

## Filmografie
- 2008: Mein Schüler, seine Mutter & ich (Fernsehfilm)
- 2010: Songs of Love and Hate (Kinofilm)
- 2012: 360° (Kurzfilm)
- 2015: Phönix (Kurzfilm)
- 2015: Der Prinz im Bärenfell (Fernsehfilm)
- 2016: In aller Freundschaft – Die jungen Ärzte (Fernsehserie, Folge Nicht reden, sondern tun)
- 2016: SOKO Wismar (Fernsehserie, Folge Fenster zum Hof)
- 2017: SOKO Leipzig (Fernsehserie, Folge Full House)
- 2018: Weissensee (Fernsehserie, Folge Geliehenes Glück)
- 2018: SOKO Köln (Fernsehserie, Folge Adrenalin)
- 2018: Familie Dr. Kleist (Fernsehserie, Folge Abschied)
- 2019: Ein ganz normaler Tag (Fernsehfilm)
- 2019: Morden im Norden (Fernsehserie, Folge Wer Hass sät)
- 2020: Berlin Alexanderplatz
- 2021: Praxis mit Meerblick – Herzklopfen (Fernsehreihe)
- 2021: Der Staatsanwalt (Fernsehserie, Folge Erfolgreich, glücklich, tot)
- 2021: SOKO Stuttgart (Fernsehserie, Folge Mehr Hubraum als IQ)
- 2021: SOKO Leipzig (Fernsehserie, Folge Abi-Jubiläum)
- 2021: Familie Bundschuh – Woanders ist es auch nicht ruhiger (Fernsehreihe)
- 2022: Buba
- 2023: WaPo Elbe (Fernsehserie, Folge Vatertag)
- 2023: Praxis mit Meerblick – Rügener Sturköpfe (Fernsehreihe)
- 2023: Letzte Spur Berlin (Fernsehserie, Folge Sehnsucht)
- 2023: Praxis mit Meerblick – Dornröschen (Fernsehreihe)
- 2023: Notruf Hafenkante (Fernsehserie, Folge Systemausfall)
- 2023: Familie Bundschuh – Bundschuh vs. Bundschuh (Fernsehreihe)
- 2024: WaPo Berlin (Fernsehserie, Folge Wunschkind)
- 2024: Blutige Anfänger (Fernsehserie, Folge Wut)
- 2024: Der Bergdoktor (Fernsehserie, Folge Im Schatten)